# Hasanghatta, Dod Ballapur
Hasanghatta là một làng thuộc tehsil Dod Ballapur, huyện Bangalore Rural, bang Karnataka, Ấn Độ.